# Wirada araucaria
Espèce
Wirada araucaria est une espèce d'araignées aranéomorphes de la famille des Theridiidae.

## Distribution
Cette espèce est endémique du Rio Grande do Sul au Brésil,. Elle se rencontre à São Francisco de Paula.

## Description
Le mâle holotype mesure 1,40 mm et la femelle paratype 1,40 mm.

## Publication originale
- Lise, Silva & Bertoncello, 2009 : Two new species of the Neotropical spider genus Wirada Keyserling, 1886 (Araneae: Theridiidae) from southern Brazil. Studies on Neotropical Fauna and Environment, vol. 44, no 3, p. 183-194.